# Barajul Văcea
Barajul Văcea este situat în Bulgaria. A fost construit în anul 1970 pe râul Văcea.